# Premi Guillem Nicolau
El Premi «Guillem Nicolau» és un certamen literari en llengua catalana convocat amb periodicitat anual pel Departament de Cultura del Govern d'Aragó per fomentar i espargir la creació literària en català. El premi s'atorga per una obra literaria inèdita en qualsevol gènere (narrativa, poesia, teatre, assaig, traducció, etc.) que s'ha de presentar explícitament segons la convocatòria del premi. El nom del premi és honor de l'humanista aragonés del segle XIV Guillem Nicolau.
El 2012 es va fusionar amb el Premi de Literatura en Llengua Aragonesa Arnal Cavero i en van desaparèixer la dotació econòmica i el compromís de publicació, raons per les quals el nou premi anomenat Arnal Cavero-Guillem Nicolau va quedar desert els propers anys. El premi Guillem Nicolau es va reprendre l'any 2017. L'any 2020 tenia una dotació de 3.000 euros.

## Guanyadors del Premi Guillem Nicolau
- 1993 (com Premi Arnal Cavero): Seminari de Filologia Romànica de la Universitat de Heidelberg.
- 1995: Màrio Sasot Escuer.
- 1997: Juli Micolau i Burgués, per Manoll.[5]
- 1998: Hèctor B. Moret.
- 1999: Josep San Martín Boncompte.
- 2002: Susanna Barquín, per L'aventura del desig.
- 2003: Xavier Terrado, per Mediterrània/Diàleg de la cordialitat.[6]
- 2004: José Miguel Gràcia Zapater, per Vers a vers a Barcelona.[7]
- 2006: Susana María Antolí Tello, per Tornem a ser menuts!.
- 2007: José Miguel Gràcia Zapater, per Dietari en groc.
- 2008: Juli Micolau i Burgués, per De un sol esclop.
- 2009: Marta Momblant Ribas, per la venta de l'hereva.
- 2010: Mercedes Llop Alfonso, per Ressó en l'obscuritat.[8]
- 2011: Carles Terès Bellès, per Licantropia.
- 2017: Mario Sasot Escuer, per Espills Trencats[2]
- 2018: Marta Momblant Ribas per Arbàgel. Un revolt d’amor[9]
- 2020: Merxe Llop Alfonso, per Sílverti.[10]